# FK Železiarne Podbrezová
FK Železiarne Podbrezová is een in 1920 opgerichte voetbalclub uit Podbrezová, Slowakije.

## Geschiedenis
De club werd opgericht in 1920 als RTJ Podbrezová. Sinds 2002 heeft ŽP Šport Podbrezová een samenwerkingsverband met de Italiaanse topclub Inter Milaan. In 2014 promoveerde de club voor het eerst naar de hoogste afdeling van het Slowaakse profvoetbal, de Corgoň Liga. Dat gebeurde onder leiding van trainer-coach Jaroslav Kentoš.

## Erelijst
- 1. slovenská futbalová liga

Winnaar (1x): 2014

## Namen
- 1920: RTJ Podbrezová
- 1930: fusie met Tatran Horná Lehota tot ŠK Podbrezová
- 1936:  ŠKP Podbrezová
- 2006: fusie met Brezno tot FO ŽP Šport Podbrezová
- 2017: FK Železiarne Podbrezová

## Eindklasseringen
| Seizoen   | №         | Clubs     | Divisie      | Duels     | Winst     | Gelijk    | Verlies   | Doelsaldo | Punten    | Tsch      |
| Slowakije | Slowakije | Slowakije | Slowakije    | Slowakije | Slowakije | Slowakije | Slowakije | Slowakije | Slowakije | Slowakije |
| --------- | --------- | --------- | ------------ | --------- | --------- | --------- | --------- | --------- | --------- | --------- |
| 2011–2012 | 2         | 12        | 1. liga      | 33        | 18        | 11        | 4         | 53–19     | 65        | 765       |
| 2012–2013 | 2         | 12        | 1. liga      | 33        | 16        | 13        | 4         | 45–20     | 61        | 785       |
| 2013–2014 | 1         | 12        | 1. liga      | 33        | 26        | 4         | 3         | 64–16     | 82        | 961       |
| 2014–2015 | 11        | 12        | Fortuna Liga | 33        | 7         | 8         | 18        | 32–54     | 29        | 2.168     |
| 2015–2016 | 8         | 12        | Fortuna Liga | 33        | 10        | 7         | 16        | 43–46     | 37        | 1.512     |

## Bekende (oud-)spelers
- Michal Breznaník
- Juraj Kucka
- Michal Pančík

## Trainer-coaches[2]
- Ladislav Kuna (2001-2004)
- Anton Jánoš (2006-2008)
- Jaroslav Kentoš (2011-)

Dunajská Streda · 
KFC Komárno ·
FC Košice ·
Železiarne Podbrezová ·
MFK Ružomberok · 
Skalica ·
Slovan Bratislava · 
Spartak Trnava · 
Tatran Prešov ·
AS Trenčín · 
MFK Zemplín Michalovce · 
MŠK Žilina